# Passeport italien
Le passeport italien (en italien : passaporto italiano) est un document de voyage international délivré aux ressortissants italiens, et qui peut aussi servir de preuve de la citoyenneté italienne.

## Liste des pays sans visa ou visa à l'arrivée
En janvier 2024, les citoyens italiens peuvent entrer sans visa préalable (soit absence de visa, soit visa délivré lors de l'arrivée sur le territoire) dans 194 pays et territoires pour des voyages d'affaires ou touristiques de courte durée. Selon l'étude de Henley & Partners, le passeport italien est le plus puissant du monde (à égalité avec les passeports allemand, espagnol, français, japonais et singapourien) en termes de liberté de voyages internationaux.

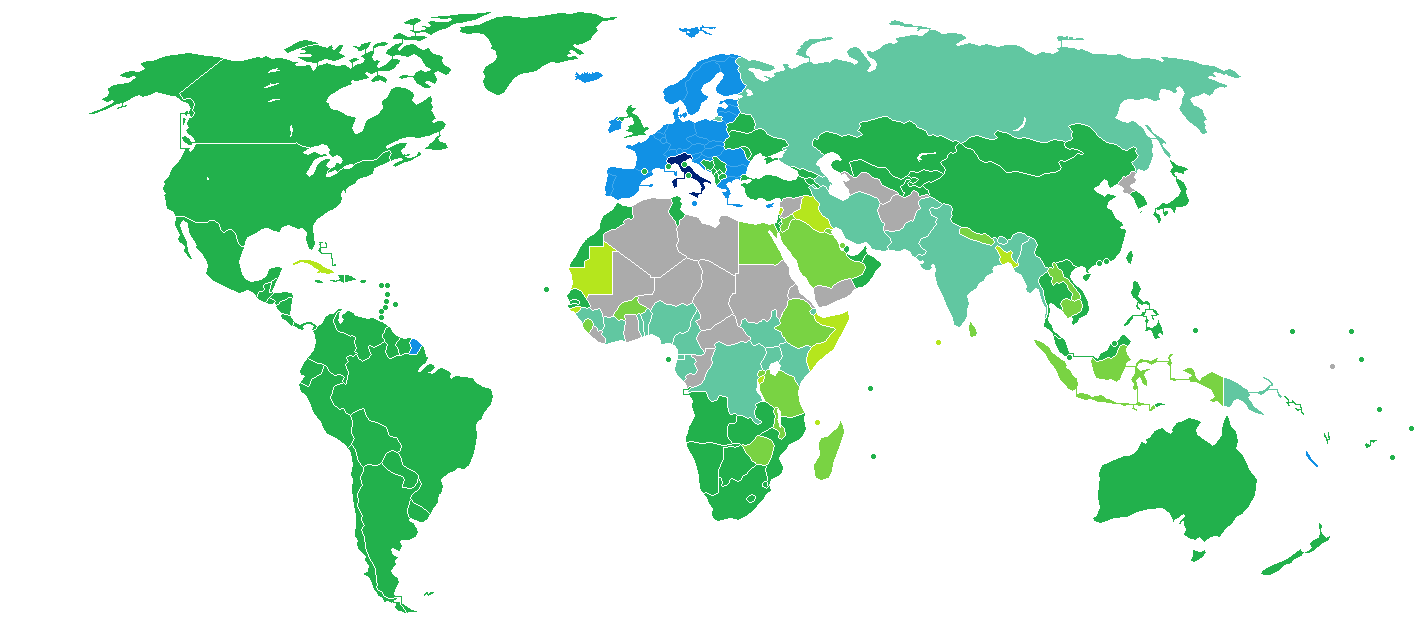
Pays et territoires avec des entrées sans visa ou un visa-sur-arrivée pour les titulaires de passeports italien
Italie
Europe en liberté de mouvement
Visa non nécessaire
Visa à l'arrivée
Système de visa électronique
Visa électronique ou à l'arrivée
Visa requis avant l'arrivée

## Informations sur l'identité
Dans le passeport italien, les informations sur l'identité du titulaire se trouvent à la page 2 du document et comprennent les informations suivantes dans l'ordre de leur énumération :
- photo
- type (P)
- code pays (ITA)
- numéro de passeport
- nom de famille
- nom
- citoyenneté
- date de naissance
- sexe
- lieu de naissance
- date de délivrance
- date d'expiration
- autorité
- signature du titulaire

En bas, il y a une section lisible électroniquement.
De plus amples informations sur l'identité sont disponibles à la page 3 :
- résidence
- stature
- couleur des yeux

Selon le décret-loi 25 septembre 2009, no 135 – converti en loi 20 novembre 2009 no 166 – il n'y a plus d'espace pour attacher des enfants au passeport : le passeport est en effet désormais un document individuel, unique et unique pour chaque personne.

### Exigences en matière de photo de passeport biométrique
Les caractéristiques technico-qualitatives que la photo doit présenter pour le passeport italien.
- Ne doit pas avoir de réflexes de flash sur le visage, et surtout pas les yeux rouges
- Le visage doit couvrir 70 à 80 % de la photo, de la base du menton au front.
- L'accent doit être mis sur la précision
- La photo doit être imprimée sur du papier de haute qualité et de haute définition
- Le visage doit être bien centré dans la machine et donc pas de profil
- La personne photographiée doit avoir une expression neutre et se taire
- Les yeux doivent être ouverts et clairement visibles
- La photo doit avoir un fond blanc et une lumière uniforme.
- La photo doit être prise en regardant directement l'appareil photo
- Doit être récent (pas plus de 6 mois)
- La photo doit être en couleur
- Taille : 35 × 45 mm
- La photo doit montrer la personne seule, sans autres objets ou personnes en arrière-plan